# Richard Ernst (Senator)
Johann August Richard Ernst (* 30. November 1856 in Mewe, Westpreußen, Königreich Preußen; † 17. Oktober 1936 in Langfuhr, Freie Stadt Danzig) war ein Textilkaufmann und Senator in Danzig.

## Leben
Richard Ernst besuchte das Gymnasium in Elbing und arbeitete danach in Textilfirmen in Berlin und Königsberg als Kaufmann.
1886 gründete er eine Manufakturwaren-Großhandlung in Danzig und wurde im darauffolgenden Jahr deren alleiniger Leiter.
Seit 1906/07 war Richard Ernst Mitglied der Danziger Stadtverordnetenversammlung. 1913 wurde er unbesoldeter Stadtrat und war für die Kriegsbekleidungsstelle der Stadt zuständig. Seit 1920 war er dort Verantwortlicher für die Außenhandelsstelle. 1921 löste sich der Magistrat auf.
1925 wurde Richard Ernst parlamentarischer Senator der Freien Stadt Danzig für die Deutschliberale Partei. 1926 wurde er erneut in dieses Amt berufen, diesmal auf einem Sitz, den die Deutschnationale Volkspartei seiner Partei überlassen hatte. Mindestens 1927 war er Vorsitzender der Deutschliberalen Partei. Anfang 1928 schied er aus dem Senat aus.
Richard Ernst war Mitglied im Vorstand des Kinderhauses auf dem Dritten Pelonker Hof in Oliva. 
Er wurde mit der Rote Kreuz-Medaille und dem Kriegsverdienstkreuz für seinen Einsatz im Ersten Weltkrieg ausgezeichnet.
Seit 1895 war er Mitglied einer Freimaurerloge.